# Седов, Арнольд Павлович
Арно́льд Па́влович Седо́в (16 августа 1936, Благовещенск, Дальневосточный край — 8 октября 2008, Белгород) — российский учёный, хирург в области хирургической гепатологии, доктор медицинских наук (1998), профессор (2001), заслуженный врач РСФСР (1980), лауреат премии Правительства Российской Федерации в области науки и техники (2002), руководитель Межтерриториального центра хирургии печени и поджелудочной железы Черноземья (2000–2008).

## Биография
Арнольд Павлович Седов родился 16 августа 1936 года в городе Благовещенске Амурской области. С 1955 года по 1958 год проходил службу в рядах Советской Армии. В 1958 году поступил в 1-й Московский медицинский институт им. И. М. Сеченова, после окончания которого в 1964 году был направлен в Белгородскую область, где начал свою трудовую деятельность врачом-хирургом Головчанской участковой больницы Борисовского района. С 1965 года заведовал хирургическим отделением Борисовской центральной районной больницы.
Прохождение курсов усовершенствования в городе Харькове в клинике, возглавляемой профессором А. А. Шалимовым, определило дальнейший профессиональный путь А. П. Седова. Быстро освоив все основные абдоминальные вмешательства, он проявил повышенный интерес к хирургии панкреатодуоденальной зоны (условно объёдиняет поджелудочную железу и двенадцатиперстную кишку, а также прилежащие анатомические образования) и заболеваний печени. В 1969 году А. П. Седов переходит на работу в Белгородскую областную больницу, с которой была связана вся его дальнейшая деятельность как хирурга и учёного.
Накопление клинического опыта в хирургической гепатологии позволило Седову в 1974 году защитить диссертацию на соискание учёной степени кандидата медицинских наук на тему «Внутрипортальные инфузии лекарственных веществ в комплексном лечении разлитого перитонита». Его работа во многом посвящена проблемам улучшения функции печени при перитоните.
С 1975 года А. П. Седов занимает должность заведующего хирургическим отделением Белгородской областной больницы. Его последующая практическая деятельность была преимущественно связана с хирургическим лечением заболеваний поджелудочной железы, желчевыводящих протоков и печени. В 1978 году он выполнил первую панкреатодуоденальную резекцию, в этом же году успешно произвёл первую радикальную операцию по поводу рака проксимального отдела общего печёночного протока.
А. П. Седов осуществлял масштабные организационные преобразования по углублению специализации отделения в хирургии гепатопанкреатодуоденальной области, в результате этой работы в 1989 году на базе хирургического отделения был создан Областной центр хирургии печени и поджелудочной железы.
Повышенный интерес А. П. Седов проявлял к разработке методов диагностики и способов хирургического лечения опухоли Клатскина. В 1998 году он защитил докторскую диссертацию на тему «Механическая желтуха опухолевого генеза», в которой проведён анализ результатов хирургического лечения больных раком гепатопанкреатодуоденальной зоны, а также рассмотрены оригинальные хирургические методы, позволяющие улучшить результаты лечения данной категории больных.
В 1999 году А. П. Седов был избран на должность заведующего кафедрой хирургических болезней Белгородского государственного университета. В 2000 году он возглавил открывшийся Межтерриториальный центр хирургии печени и поджелудочной железы Черноземья.

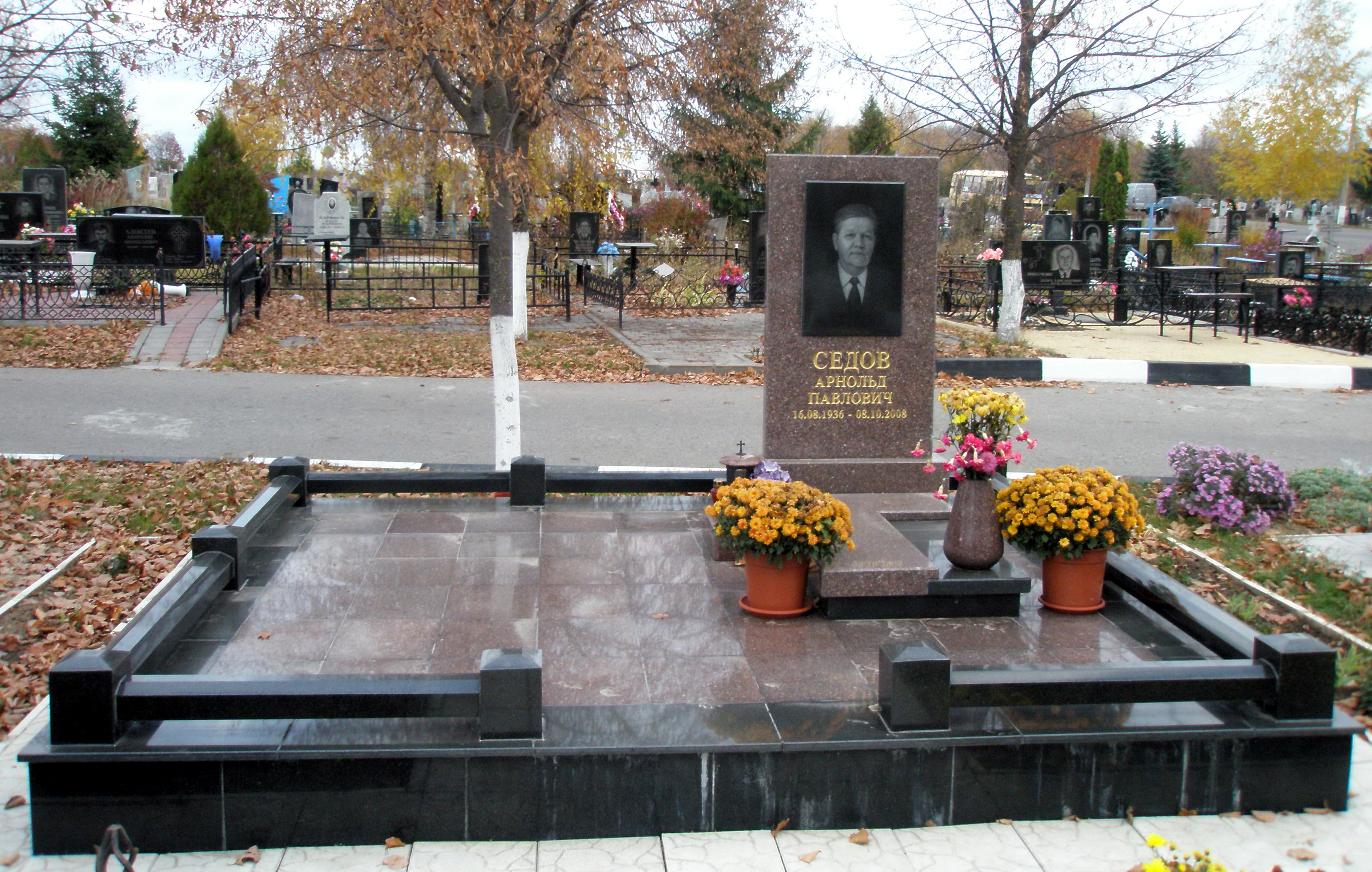
Могила А. П. Седова на белгородском городском кладбище «Ячнево»

А. П. Седов скончался 8 октября 2008 года в возрасте 72 лет. Похоронен на белгородском городском кладбище «Ячнево».

## Вклад в медицинскую науку
А. П. Седов — автор более 100 печатных работ и 4 монографий, в числе которых монография «Рак проксимальных сегментов печеночного протока (опухоль Клатскина)», изданная в 2003 году. Под его руководством были защищены 2 докторские и 7 кандидатских диссертаций. В 2002 году за разработку стратегии лечения рака внутри- и внепеченочных желчных протоков он стал лауреатом премии Правительства Российской Федерации.
За годы своей длительной хирургической и научной деятельности А. П. Седов создал целую школу хирургов-гепатологов, вносящую весомый вклад в развитие хирургии. Он являлся членом правления и почетным членом Международной ассоциации хирургов-гепатологов стран СНГ и России, Международного общества хирургов им. Н. И. Пирогова, Почётным профессором Белгородского государственного университета.

## Память
4 октября 2014 года на здании корпуса № 4 Белгородской областной больницы была размещена мемориальная доска.